# VK Crvena Zvezda
El VK Crvena Zvezda (en serbio cirílico: ВК Црвена звезда) es un club de waterpolo serbio con sede en Belgrado. Fue fundado en 1945 y forma parte del club polideportivo Estrella Roja de Belgrado. Es uno de los clubes más importantes del waterpolo serbio y anteriormente en Yugoslavia. Actualmente juega en la Liga de Serbia.

## Palmarés

### Nacional
Liga de Serbia y Montenegro/Liga de Serbia
- Campeón (4): 1992, 1993, 2013, 2014

Copa de Yugoslavia/Copa de Serbia
- Campeón (4): 2013, 2014, 2021, 2023

### Internacional
Liga de Campeones LEN
- Campeón (1): 2013

LEN Super Cup
- Campeón (1): 2013

### Plantilla 1991/92
- Milan Tadić, Aleksandar Tičić, Jugoslav Vasović, Vladimir Vujasinović, Dragan Dobrić, Pino Dragojević, Viktor Jelenić, Igor Milanović, Dragoljub Milošević, Ratko Pejović, Dejan Perišić, Nikola Ribić, Vaso Subotić, Todor Prlainović, Dragan Strugar

### Plantilla 1992/93
- Milan Tadić, Aleksandar Tičić, Jugoslav Vasović, Vladimir Vujasinović, Dragan Dobrić, Vladimir Mitrović, Viktor Jelenić, Čedomir Drašković, Aleksandar Ćirić, Aleksandar Šapić, Dejan Perišić, Nikola Ribić, Vaso Subotić Dragan Kožul

### Plantilla 2012/13
- Denis Šefik, Strahinja Rašović, Nikola Rađen, Petar Ivošević, Mihajlo Milićević, Duško Pijetlović, Marko Avramović, Viktor Rašović, Sava Ranđelović, Boris Vapenski, Andrija Prlainović, Nikola Eškert, Marko Draksimović, Nenad Stojčić

## Jugadores y entrenadores destacados
- Viktor Jelenić
- Dejan Savić
- Gojko Pijetlović
- Aleksandar Šapić
- Jugoslav Vasović
- Vladimir Vujasinović
- Igor Milanović
- Aleksandar Ćirić
- Nikola Janović